# L. Ron Hubbard
Lafayette Ronald Hubbard, generalmente noto con il nome di L. Ron Hubbard (Tilden, 13 marzo 1911 – Creston, 24 gennaio 1986) è stato uno scrittore statunitense, noto principalmente in quanto fondatore di Scientology.
Sul finire degli anni trenta divenne noto come scrittore di fantascienza e fantasy nell'epoca d'oro della fantascienza. Nel 1950 con la pubblicazione di Dianetics: la forza del pensiero sul corpo inizia a elaborare lo sviluppo di Scientology. Sin dalla prima fondazione di Dianetics, Hubbard sostenne di condurre un percorso di ricerca spirituale arrivando a redigere centinaia di scritti e tenere circa tremila conferenze sui vari temi dell'indagine. Parallelamente negli anni sviluppa un sistema di management per l'organizzazione di Scientology e sul management generale. Ritorna poi alla narrativa negli anni ottanta con i best seller Battaglia per la Terra e i dieci libri della serie Missione Terra.
Hubbard è stato una figura controversa e numerosi dettagli della sua vita sono oggetto di dibattito. L'organizzazione di Scientology presenta il personaggio di Hubbard e la sua personalità come assai sfaccettata e in una luce di esaltazione, creando "una sorta di agiografia, una narrativa idealizzata costruita attorno a tematiche mitiche". Altre biografie di Hubbard scritte da giornalisti indipendenti ne dipingono invece un quadro più fosco e in molti casi contraddicono il materiale presentato dall'organizzazione di Scientology. Nel 2012 l'organizzazione di Scientology ha pubblicato una biografia ufficiale in 16 volumi di oltre 3 000 pagine.
La rivista Smithsonian lo ha incluso nei cento americani più influenti di tutti i tempi. Il nome "L. Ron Hubbard" è un marchio registrato di proprietà del Religious Technology Center. Hubbard ha pubblicato 1 084 opere scritte, primato mondiale per il maggior numero di opere pubblicate.

## Biografia

### Anni giovanili
Suo padre era un ufficiale della Marina statunitense; due anni dopo la sua nascita la famiglia si trasferì a Kalispell nel Montana, dal nonno materno. Un anno più tardi si trasferiscono a Helena, mentre nel 1923, in seguito a una nuova promozione del padre, la famiglia si trasferisce nella capitale federale. A 16 e 17 anni si recò due volte in Estremo Oriente dai suoi genitori, il padre è di stanza sull'isola di Guam. Dopo avere frequentato la Swavely Prep School di Manassas, in Virginia, conseguì il diploma alla Woodward School for Boys. Tra il 1930 e il 1932 frequentò la Facoltà di Ingegneria civile e Scienze applicate alla George Washington University a Washington con scarso rendimento. Secondo alcune fonti abbandonò l'università proprio per lo scarso rendimento. Hubbard non conseguì mai alcuna laurea. Negli anni a seguire collaborò con numerose riviste popolari (pulp magazine), pubblicando circa duecento racconti pulp di vario genere dei quali ebbero maggiore impatto i generi fantasy e fantascienza.

### Matrimoni e figli
Hubbard si sposò tre volte ed ebbe sette figli. Il primo matrimonio tra il ventiduenne Hubbard e la ventiseienne Margaret Louise Grubb detta Polly, fu celebrato a Elkton (Maryland), il 13 aprile 1933. Dall'unione nacquero due figli, Lafayette Ronald Hubbard Jr. nato a Encinitas il 7 maggio del 1934 e Katherine May Hubbard, nata a New York il 15 gennaio del 1936. Ron Junior, detto Nibs, si unì al padre nell'avventura Scientology nel 1952 a Phoenix, per poi andarsene disgustato nel 1959. In seguito, per prendere le distanze dal padre, adottò il nome Ronald Edward DeWolf e per il resto della sua vita - morì prematuramente il 16 settembre del 1991 a Carson City per una grave forma di diabete - si produsse in un'alternanza di accuse e ritrattazioni nei confronti del padre e di Scientology. Katherine May crebbe con la madre e non ebbe mai grossi contatti con il padre, che dopo la sua nascita aveva lasciato la famiglia a Bremerton, Washington, per trasferirsi da solo a New York e perseguire la sua carriera di scrittore. Hubbard si arruolò poi in Marina e alla fine della guerra si stabilì a Pasadena (California), nella casa dell'occultista Jack Parsons, di cui divenne subito molto amico e compagno di avventure esoteriche.
Nel 1946 Hubbard fuggì sulla costa orientale degli Stati Uniti con Sara Elizabeth Northrup, all'epoca fidanzata di Parsons. Il 10 agosto 1946 il trentacinquenne Hubbard e la ventunenne Sara si sposarono a Chestertown, Maryland. Hubbard ottenne il divorzio dalla prima moglie Polly soltanto qualche mese più tardi, rimanendo così per un certo tempo bigamo. In data 8 marzo 1950 a Bay Head, nacque Alexis Valerie, figlia di L. Ron Hubbard e Sara. Il matrimonio tuttavia aveva già cominciato a vacillare e Hubbard iniziò una relazione amorosa con una sua giovane assistente. Nella primavera del 1951 Hubbard rapì alla moglie, che lo accusava di violenze e maltrattamenti, la loro figlioletta Alexis di appena 11 mesi portandola a Cuba, dove rimase per diverse settimane assistito da Richard de Mille, figlio del regista Cecil B. DeMille e suo grande ammiratore e seguace.
Il 23 aprile 1951 Sara presentò richiesta di divorzio, accusando il marito di averle inflitto «crudeltà estrema, grande angoscia mentale e sofferenze fisiche». Oltre ad accusare Hubbard di bigamia e rapimento Sara affermava che Hubbard l'aveva assoggettata a «tortura sistematica, compreso impedirle di dormire, percosse, strangolamento ed esperimenti scientifici.» A seguito della sua «folle e pessima condotta», ora Sara soffriva di «timore continuo sia per la sua vita che per quella della figlioletta infante, che non vedeva da due mesi.» Hubbard aveva già riscosso grande successo con la pubblicazione di Dianetics e le accuse della moglie finirono su tutti i giornali. Solo a giugno di quell'anno, quando Sara ritirò le accuse, firmando una dichiarazione scritta a macchina in cui ritrattava tutte le accuse che aveva mosso al marito, Hubbard tornò dall'Avana e le rese la figlia. Sara poi si risposò e Alexis crebbe con il patrigno, lontani da Scientology.
In seguito Hubbard avrebbe sostenuto di non essere mai stato sposato alla Northrup che, disse, aveva bonariamente accolto in casa sua perché incinta e disperata. Dirà anche che Alexis non era in realtà figlia sua, ma del figlio Nibs (Ron Jr.). Alla morte di Hubbard, Nibs e Alexis furono esclusi dall'asse ereditario. Il terzo e ultimo matrimonio di Hubbard fu celebrato nel marzo del 1952 con Mary Sue Whipp, diciannovenne studentessa della "Fondazione Dianetics" di Wichita, all'epoca incinta di due mesi. Dal matrimonio nacquero quattro figli: Diana Meredith DeWolf Hubbard, nata a Londra il 24 settembre del 1952, Geoffrey Quentin McCaully Hubbard detto Quentin, nato a Phoenix il 6 gennaio 1954, Mary Suzette Rochelle Hubbard detta Suzette, nata a Washington il 13 febbraio del 1955 e Arthur Ronald Conway Hubbard, nato anche lui a Washington il 6 giugno del 1958.
Quentin verrà rinvenuto in fin di vita sulla strada perimetrale dell'aeroporto di Las Vegas il 28 ottobre 1976. Reclinato sul volante di una Pontiac bianca, i finestrini accuratamente chiusi, un tubo di aspirapolvere collegato allo scappamento della vettura ancora in moto, fatto rientrare dal deflettore sigillato con fazzoletti di carta. Morirà non identificato il 12 novembre e le autorità riusciranno a dargli un nome soltanto il 15. Hubbard, la moglie e Scientology hanno sempre negato si fosse trattato di un suicidio ma chi lo conosceva lo descrisse come un ragazzo mite, probabilmente omosessuale, schiacciato dalla figura paterna. Quentin, come i suoi tre fratelli figli di Mary Sue, era nato e cresciuto dentro Scientology. Divenuto suo malgrado "auditor di Classe XII" (il massimo ancora attualmente raggiungibile nel movimento) e costretto a lavorare in Scientology fin dall'adolescenza, aveva però sempre coltivato il sogno di andarsene e di diventare pilota di aerei. Aveva più volte tentato la fuga ma ogni volta era stato convinto a ritornare. Il corpo fu rinvenuto nei pressi della pista di decollo di un aeroporto.
Dei figli di Hubbard, Diana e Suzette paiono ancora, perlomeno a fasi alterne, all'interno del movimento fondato dal padre, mentre Arthur lo lasciò per diventare un artista.
Mary Sue è morta a Los Angeles il 25 novembre 2002 all'età di 71 anni per un tumore al seno. Di lei non si avevano più notizie dall'uscita dal carcere e la Chiesa di Scientology non ha dedicato un rigo al suo trapasso, nonostante per quasi trenta anni fosse stata la moglie fedele e devota del fondatore, e a detta di molti sia stata la creatrice o ispiratrice di tante parti di Scientology ancora in uso.

### Scrittore
Per tutti gli anni trenta Hubbard pubblicò diversi racconti e romanzi su riviste allora molto popolari, guadagnandosi un posto d'onore nell'epoca d'oro della fantascienza americana. Scrisse principalmente romanzi e racconti fantascientifici e fantastici, ma anche qualche western e storia d'avventura. I critici letterari spesso citano Il tenente (Final Blackout, 1940, 1948), ambientato in un'Europa devastata da una guerra, e Le quattro ore di Satana (Fear, 1940), un horror psicologico, come i migliori esempi degli scritti di Hubbard del filone pulp.
Le opere pubblicate dal 1932, anno del suo esordio, ammontano a 226 tra cui: novantuno racconti di avventura, letteratura dell'orrore e thriller, quarantanove storie di fantascienza (che vanno a iscriversi nell'età d'oro della fantascienza americana), quarantasette racconti del vecchio west, diciannove di fantasy, quindici gialli e spy story e cinque romanzi rosa.
Tra il 1933 e il 1941 pubblicò 160 tra articoli e racconti, quasi tutti in riviste pulp. La natura del mezzo proibiva lunghi sforzi letterari per cui la narrativa di quel tipo tendeva a essere breve, con pochi racconti eccedenti le 10 000 parole. Hubbard riusciva a tenere un ritmo di scrittura frenetico, sfornando infinite varianti del medesimo tema avventuroso. I suoi protagonisti si dibattevano nel fitto della giungla inseguiti da cacciatori di teste negrieri, si libravano nei cieli pieni di fumo in tremendi combattimenti aerei, lottavano con piovre giganti a venti metri di profondità in mari infuriati, duellavano con coltellacci su ponti di navi inondati di sangue e dalle tavole divelte e tenevano a bada orde di dervisci dispensando morte dalle canne dei loro mitragliatori. Le donne apparivano di rado, salvo quando dovevano essere salvate dall'occasionale leone affamato o dal grizzly.
I titoli che dava ai suoi racconti attestavano vividamente il genere: La Pattuglia Fantasma, Tamburo del Destino, Killer dell'Aria, Ostaggio della Morte e Legionario dell'Inferno. Non esiste alcun dubbio che si trattasse di uno scrittore veramente prolifico. Nel 1937 stava già usando una gamma di pseudonimi improbabili, tra i quali Winchester Remington Colt, Kurt von Rachen, Rene Lafayette, Joe Blitz e Legionnaire 148. La sua leggendaria velocità di scrittura portò alla diceria che scrivesse su una striscia di carta in continuo che alimentava automaticamente una macchina da scrivere elettrica, munita di una speciale tastiera di sua invenzione con tasti particolari per le parole di uso più comune come "and" e "the".
Tra i suoi romanzi di fantascienza, Ritorno al domani (Return to Tomorrow, 1954), noto anche per la tesi razzista "interstellare" ivi espressa:
Come scrittore detiene quattro Guinness World Records per essere "L'autore con il maggior numero di opere pubblicate", "L'autore con il libro (non religioso) più tradotto" (La Via della Felicità), "L'autore con il maggior numero di audio-libri pubblicati" e "L'autore più tradotto al mondo".

### Arruolamento in marina
Nel giugno del 1941 Hubbard si arruolò nella Marina degli Stati Uniti con il grado di Guardiamarina. Nonostante i suoi seguaci sostengano che "entrò in contatto con la vera guerra" tanto da rimanere ferito in combattimento, dagli archivi della Marina non risulta la sua presenza su alcun teatro di battaglia e non risulta che fu mai ferito. Dopo l'attacco giapponese a Pearl Harbor, nel dicembre 1941 venne assegnato alle Filippine ma non andò oltre Brisbane, in Australia, dove, in attesa di una nave per le isole, si inimicò a tal punto i superiori che nel febbraio del 1942 era già a bordo della USS Chaumont, sulla via di casa.
In seguito gli venne affidato il comando della nave USS YP-422 (con base a Neponset, un quartiere di Boston, USA), mentre veniva riconvertito in ricognitore della Marina (originariamente si trattava del motopeschereccio MV Mist). Un comunicato stampa di Scientology dice che il Mist, sotto il comando di Hubbard, prese parte alla guerra anti-sommergibili nel Nord Atlantico. La verità è meno eroica: in agosto il Mist, o YP-422, prese il mare dai cantieri navali di Boston per delle esercitazioni di addestramento. Le esercitazioni durarono 27 ore e consistettero in alcuni tiri di artiglieria. Al comando di Hubbard il vascello non vide azioni contro il nemico.

Nel gennaio del 1943 Hubbard venne comandato ai cantieri navali di Albina (Portland, Oregon), dove fu assegnato al riarmo della PC 815, ma fu sollevato dall'incarico dopo avere cannoneggiato un'isola messicana al largo della Baja California, provocando un incidente diplomatico. La maggior parte del servizio prestato in tempo di guerra da Hubbard è stato svolto a terra negli Stati Uniti continentali. Uscì dal servizio attivo alla fine del 1945 e si dimise da ufficiale nel 1950. Dagli archivi dei veterani e della Marina non risulta che Hubbard sia mai stato ferito o accecato in guerra come poi sostenne più volte, ma solo che lamentò in più occasioni problemi di ulcera, distorsione al ginocchio sinistro, congiuntivite, artrite all'anca e alla spalla destra, e infine depressione.

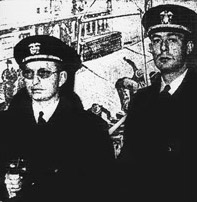
Hubbard e Thomas S. Moulton a Portland, Oregon nel 1943
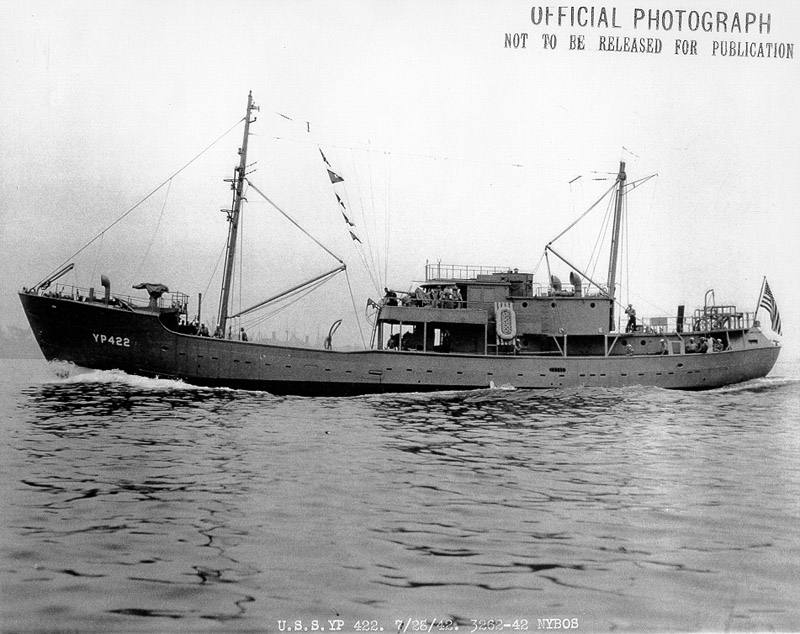
La nave USS YP-422 assegnata ad Hubbard
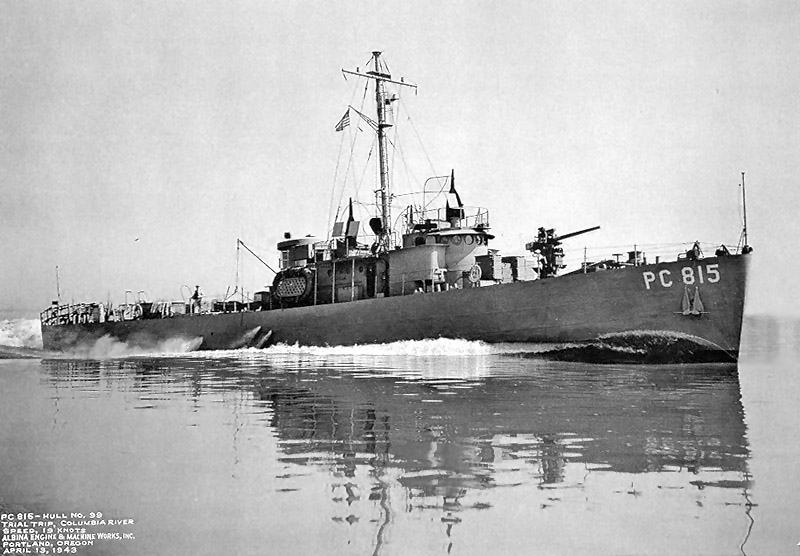
La nave USS PC-815 assegnata ad Hubbard
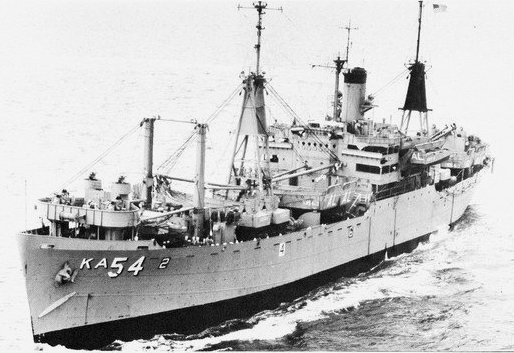
La nave USS Algol (AKA-54)

### L'incontro con Parsons
Un capitolo particolarmente controverso del primo Hubbard riguarda i suoi contatti con Jack Parsons, un ricercatore sulla propulsione a razzo del California Institute of Technology e seguace del noto occultista britannico Aleister Crowley. Parsons era infatti il maestro della locale loggia dell'Ordo Templi Orientis, che aveva sede nella sua grande villa di Pasadena, abitazione trasformata in una sorta di pensionato per giovani artisti e bizzarri personaggi. E fu proprio lì che Hubbard si trasferì nella primavera del 1945, entrando nelle grazie di Parsons che, in questo modo, lo descriveva al suo amico Crowley nel luglio del 1945:
Parsons, che iniziò a credere di avere riscontrato in lui poteri eccezionali, venne coinvolto da Hubbard anche nei complessi riti magico/sessuali (Babalon Working) tendenti a evocare la dea Babalon (o donna scarlatta) e la nascita del cosiddetto "Moonchild". Oltre che stringere amicizia con Parsons, Hubbard divenne ben presto sessualmente coinvolto dalla sua fidanzata ventunenne, Sara "Betty" Northrup.
I rapporti tra i due, che nel frattempo si erano messi in affari nel commercio di natanti tra una costa e l'altra degli Stati Uniti, si interruppero però bruscamente a metà del 1946 quando Hubbard fuggì assieme a Sara e ai soldi che Parsons aveva investito nella società. «Eccomi qui a Miami, all'inseguimento dei figli della mia follia» scrisse malinconicamente Parsons a Crowley il 5 luglio del 1946. «Li ho incastrati con cura. Non possono muoversi senza finire in prigione. Tuttavia, gran parte del denaro è stato dissipato. Se sono fortunato riuscirò a recuperare 3 000 o 5000 $». Il 10 agosto 1946 L. Ron Hubbard sposò Sara Northrup a Chestertown, nel Maryland.
Fra gli occultisti moderni è largamente accettato che Hubbard derivò una larga parte di Dianetics dalle idee della Golden Dawn come per esempio l'Holy Guardian Angel.
Per J. Gordon Melton "Si deve tuttavia notare che – qualunque cosa sia accaduta durante la collaborazione di Hubbard con Parsons – gli insegnamenti della Chiesa di Scientology sono molto diversi da quelli di Crowley, e nelle pratiche della Chiesa non si riscontra alcuna influenza diretta dell'O.T.O." Frenschkowski nel 2010 ha osservato che Scientology non ha evocazioni magiche o riti e non tratta formule di incantesimo, fenomeni paranormali o potere del vero secondo l'accezione di Crowley. Scientology è una religione gnostica, non un sistema magico, e non ha più affinità con il magico rispetto alle altre nuove religioni. Scientology è molto diversa dal magico, e la magia non è la chiave per comprendere cosa sia Scientology.
Nel 1969, in risposta a un articolo pubblicato il 5 ottobre dal Sunday Times, la Chiesa di Scientology replicò affermando che Hubbard agisse su indicazione dei servizi segreti della United States Navy (Office of Naval Intelligence - ONI), in missione per porre fine alle attività "magiche" di Parsons. Come risultato dell'intervento di Hubbard, il gruppo venne smantellato e i 64 scienziati che abitavano nel residence vennero più tardi dichiarati insicuri dal governo e licenziati, una ragazza che lo stesso manipolava fu salvata.
Molti critici di Scientology considerano questa spiegazione un aggiustamento dei fatti a posteriori e non risultano prove a sostegno della tesi avanzata da Scientology. Malgrado Hubbard avesse definito Crowley un suo "buon amico" l'occultista registrò nelle sue note che considerava Hubbard uno "zoticone" che utilizzava i soldi e sfruttava le ragazze di Parsons per i "propri scopi". Non è chiaro se i due si siano mai incontrati personalmente.

### Pubblicazione del libroDianetics

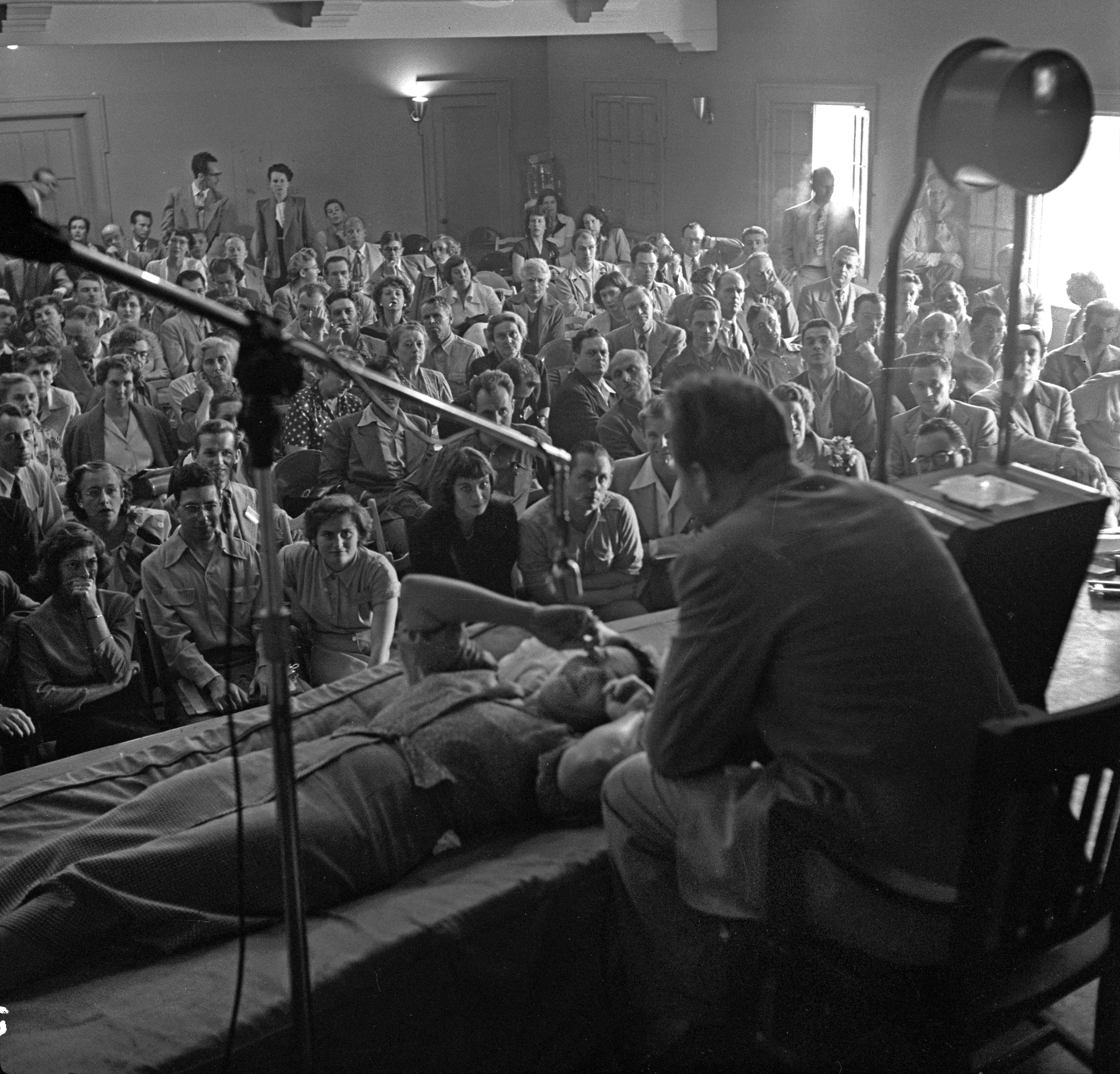
L. Ron Hubbard durante un seminario di Dianetics a Los Angeles nel 1950

Le teorie di Dianetics furono originariamente pubblicate sulla nota e apprezzata rivista di fantascienza Astounding Science Fiction. L'articolo apparve sul numero di maggio del 1950, presentato entusiasticamente dal suo leggendario editore John W. Campbell:
L'articolo suscitò scalpore immediato e la rivista fu subissata di lettere che chiedevano maggiori dettagli. Il mese successivo Hubbard diede alle stampe il volume Dianetics: The Modern Science of Mental Health (Dianetica: Scienza moderna della salute mentale), che ebbe un immediato successo di pubblico e scalò le classifiche di vendita. Tra i sostenitori della nuova e straordinaria "scienza della mente" il già citato Campbell e lo scrittore A. E. van Vogt, che lavorò alla prima Fondazione di Hubbard a Elizabeth, New Jersey. Entrambi poi avrebbero preso le distanze dalla creatura hubbardiana. Isaac Asimov e altri membri della comunità fantascientifica criticarono gli aspetti non scientifici di Dianetics, mentre le associazioni mediche e psicologiche americane la bocciarono senza appello.
Frattanto nel paese erano sorti molti gruppi spontanei di praticanti della "nuova psicoterapia", e ben presto Hubbard capitalizzò il successo editoriale con l'apertura di due "Fondazioni Hubbard di Ricerca Dianetica". Il primo "Corso per Auditor Professionista di Dianetica" tenuto alla Fondazione di Elizabeth nel giugno del 1951 costava 500 dollari. Il 10 agosto 1950 la Fondazione di Los Angeles organizzò un grande convegno allo Shrine Auditorium. L'evento prometteva di essere il momento magico di Dianetics poiché quella sera sarebbe stata annunciata l'identità del primo "Clear" del mondo. La serata tuttavia non andò come previsto e Sonya Bianca, che doveva sbalordire la platea con le abilità conquistate grazie alla nuova tecnica, non riuscì a ricordare nemmeno il colore della cravatta che Hubbard indossava quella sera. Sonya Bianca fu solo la prima dei tre "Primi Clear" che Hubbard avrebbe annunciato tra il 1950 e il 1966. A quasi 60 anni dalla pubblicazione del libro non si ha ancora prova dell'esistenza di "Clear" di Dianetics che presentino le caratteristiche magnificate e date per certe nel volume, per altro ancora regolarmente in vendita (in Italia più di recente con il titolo Dianetics: La forza del pensiero sul corpo).
Nel giro di poco meno di un anno l'entusiastico successo della moda dianetica scemò, lasciando lo scrittore e le sue fondazioni in un mare di debiti. Chiusi i centri di Los Angeles ed Elizabeth, nel 1951 Hubbard si stabilì a Wichita, Kansas, dove il milionario e fervente dianeticista Don Purcell gli aveva aperto una nuova fondazione offrendosi anche di ripianare la grave situazione finanziaria maturata. Nel 1952 Purcell, stanco di spendere soldi e ormai disincantato sul carattere del suo socio, chiese il fallimento. Il tribunale gli riconobbe i diritti sulla fondazione di Dianetics. Esautorato della sua creatura, nell'aprile del 1952 Hubbard e la giovanissima terza moglie Mary Sue Whipp si trasferirono a Phoenix, Arizona, dove aprirono la Hubbard Association of Scientologists.

### La nascita di Scientology e i continui spostamenti di Hubbard

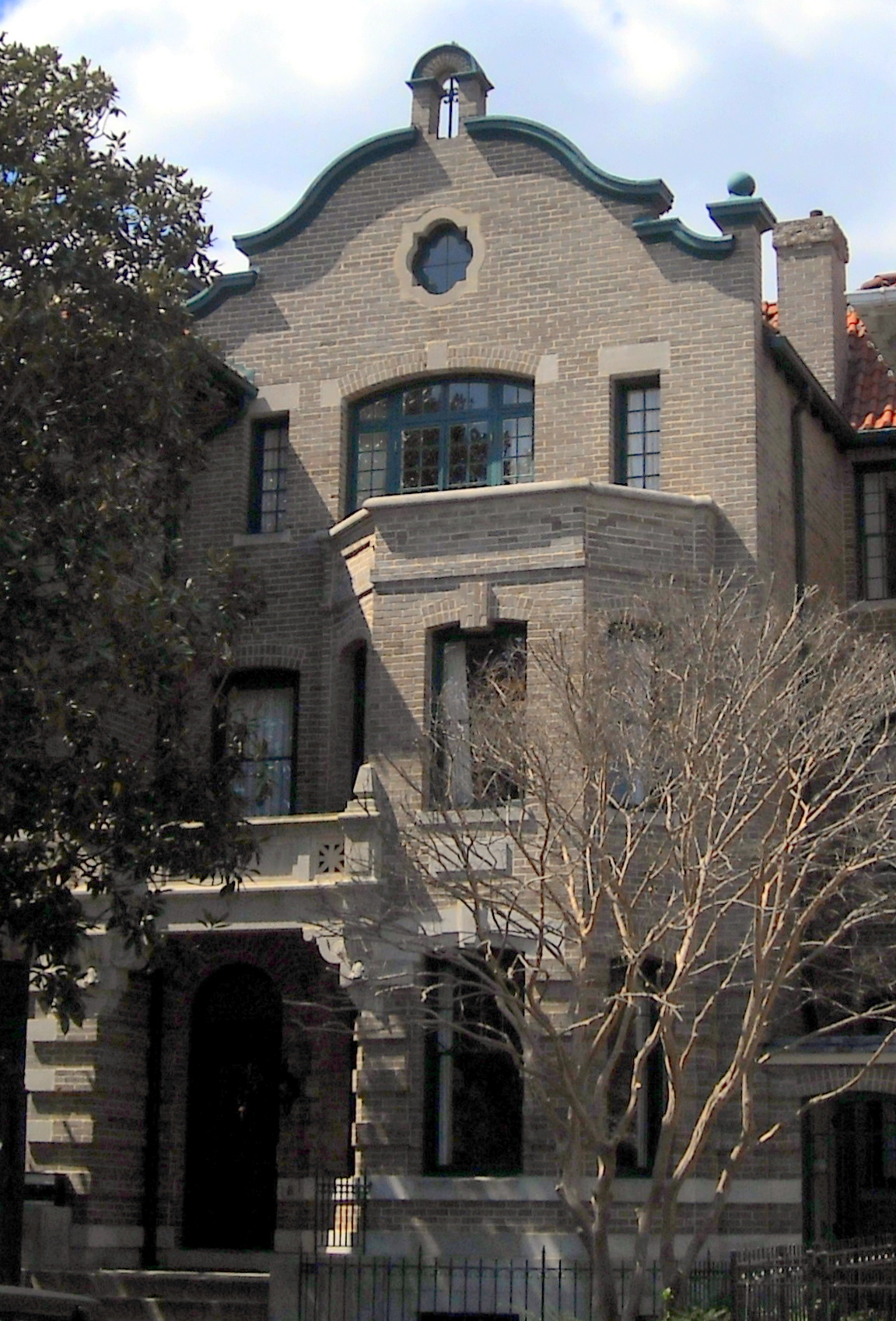
Hubbard istituì l'"Accademia di Scientology" in questo edificio a Northwest, Washington, DC nel 1955. Oggi è il museo Hubbard House

Durante i primi mesi dell'estate del 1952 Hubbard promulgò la teoria di Scientology con una serie di conferenze tenute alla Hubbard Association of Scientologists di Phoenix. Aveva presentato Scientology come una logica estensione di Dianetics; la differenza era che Dianetics si rivolgeva al corpo, laddove Scientology si rivolgeva all'anima. Hubbard sostenne che durante le sue ricerche si era «imbattuto nella prova incontrovertibile e scientificamente convalidata dell'esistenza dell'ANIMA umana.»
Per sostenere la sua nuova "scienza" Hubbard aveva creato una intera cosmologia, la cui essenza era che il vero sé di un individuo era un'entità immortale, onnisciente e onnipotente chiamata "thetan". Esistenti da prima dell'inizio del tempo i thetan, nel corso di trilioni di anni, avevano raccolto e abbandonato migliaia di corpi. Avevano inventato l'universo per divertimento personale, ma allo stesso tempo vi erano rimasti così avviluppati da arrivare a credere di non essere altro che i corpi in cui dimoravano. Lo scopo di Scientology era recuperare le capacità originarie del thetan fino al punto di tornare, ancora una volta, a essere "thetan operanti", o "OT". Si trattava di un nobile stato non ancora conosciuto sulla terra, scriveva Hubbard. Né Buddha né Gesù Cristo, secondo le prove raccolte, erano OT. Erano semplicemente un pelo sopra "Clear". Nel luglio 1952 Hubbard pubblicò un libro originariamente intitolato What To Audit, successivamente ribattezzato Storia dell'Uomo, presentato come «un resoconto reale e spassionato dei tuoi ultimi sessanta milioni di anni»; Hubbard desiderava che il libro posasse le fondamenta di Scientology e non intendeva essere eccessivamente modesto sul suo potenziale: attraverso la conoscenza acquisita con Scientology, scrisse nel terzo paragrafo,
Scientology: La Storia dell'Uomo, ancora in vendita, arriva a spiegare il modo in cui gli Esseri Theta erano in relazione con l'Entità Genetica. Pare che i thetan abbandonassero il corpo prima della GE (Entità genetica). Mentre la GE rimaneva in giro per accertarsi che il corpo fosse davvero morto, i thetan erano obbligati a fare rapporto a una «stazione implant» tra le vite, dove veniva inculcato loro una grande varietà di frasi di controllo nell'attesa di raccogliere un nuovo corpo, a volte in competizione con altri thetan disincarnati. Hubbard rivelava che "per la maggior parte delle persone il centro a cui fare rapporto è stato Marte. Alcune donne si presentano a rapporto in altre stazioni del sistema solare. Occasionalmente ci si può imbattere in episodi relativi a stazioni di rapporto situate sulla Terra. Le stazioni di rapporto sono protette da schermi. L'ultima stazione marziana di rapporto sulla Terra fu installata sui Pirenei".
Nel settembre del 1952 Hubbard e Mary Sue lasciarono Phoenix per il loro primo viaggio in Europa: era loro intenzione esportare la nuova filosofia nel vecchio continente. Alla fine di novembre Hubbard tornò negli Stati Uniti con Mary Sue e la bambina nata nel frattempo, Diana. Tra il 1 e il 19 dicembre a Filadelfia, davanti a una platea di 38 persone riunite alla franchise Scientology di proprietà della fedele Helen O'Brien e del marito, Hubbard tenne conferenze per un totale di 70 ore. Ogni parola venne registrata su nastri ad alta fedeltà in seguito venduti come "Philadelphia Doctorate Course", ancora in vendita e materiale obbligatorio di studio della Scientology attuale. Alla fine del 1952 Hubbard tornò a Londra dove aveva aperto la Hubbard Association of Scientologists International o HASI.
Ad aprile 1953 scrisse a O'Brien discutendo la possibilità di istituire una catena di cliniche HASI, oppure dei "Centri di Guida Spirituale". Faceva notare che se ogni clinica avesse potuto contare su dieci o quindici pre-clear a cui fare pagare 500 $ per ventiquattro ore di auditing, sarebbe stato possibile «fare un sacco di soldi». Già in precedenza si era parlato dell'ipotesi religiosa, infatti Hubbard concludeva la sua lettera dicendo: «Sto aspettando la tua reazione sull'angolazione religiosa. Secondo me, non potremmo avere un'opinione pubblica più avversa di quanto già abbiamo, o avere meno clienti per ciò che abbiamo da vendere. Per attecchire sarebbe necessario uno statuto religioso in Pennsylvania o NJ. E di sicuro riuscirei a farla attecchire.»
Nel dicembre del 1953, a Camden (New Jersey), Hubbard registrò tre nuove chiese, la Church of American Science, la Church of Scientology e la Church of Spiritual Engineering. Il loro oggetto societario era, tra l'altro, «accettare e adottare obiettivi, scopi, principi e credo della Church of American Science, come espressi da L. Ron Hubbard». Un'altra Church of Scientology venne registrata a Washington e per tutto il 1954 Hubbard incoraggiò i gestori delle franchise degli Stati Uniti e convertire le loro attività in chiese indipendenti. Da quel momento in poi i dirigenti della Hubbard Association of Scientologists International iniziarono a presentarsi come "ministri", e i più esibizionisti presero addirittura a indossare colletti clericali e a fare precedere il loro nome dall'appellativo di "Reverendo".
Negli anni successivi Hubbard fece la spola tra gli Stati Uniti e l'Inghilterra, fino al trasferimento definitivo del 1959, almeno per gli otto anni a venire, nel maniero di Saint Hill, East Grinstead, Sussex, acquistato dal maharaja di Jaipur. Il maniero divenne il quartier generale mondiale di Scientology. Nel 1967 Hubbard radunò i suoi fedelissimi e fondò la "Sea Organization", l'organizzazione paramilitare attualmente alla guida della Chiesa di Scientology. Trasferì quindi le sue attività a bordo di una piccola flotta di cui si proclamò "Commodoro" composta di due navi e uno yacht. A dicembre del 1967 fece tappa a Cagliari con tutta la famiglia, ancorato al molo Sabaudo e ricevette a bordo i giornalisti Gian Giacomo Nieddu e Nino Mancini dell'Agenzia Montecitorio. Fino al 1973 restò prevalentemente in mare, incrociando nel Mediterraneo e al largo delle coste portoghesi e nordafricane. Nel 1973, a bordo della sola nave ammiraglia, la "Flagship Apollo", attraversò l'Atlantico e dopo una permanenza di qualche mese nelle Antille olandesi, dove ebbe il suo primo infarto, spostò definitivamente le operazioni a terra. Inizialmente sotto falso nome, i suoi aiutanti acquistarono diverse proprietà a Clearwater (Florida), tra cui il Fort Harrison Hotel, ancora oggi conosciuto con il nome di "Flag". Negli anni a venire Clearwater sarebbe diventata la "Mecca di Scientology".
Fino al 1976 Hubbard visse in semi clandestinità, con o senza la famiglia ma sempre accompagnato da un pugno di fedelissimi, tra Dunedin, New York e Washington, e nell'autunno del 1976 si trasferì in un ranch nel deserto della California a La Quinta, nei pressi di Palm Springs. A La Quinta si entusiasmò di cinema (era già un ottimo fotografo) e creò gli studi di registrazione (o "Cine Org") che avrebbero cominciato a sfornare grandi quantità di documentari, sia tecnici che di propaganda. Fu anche colpito dal secondo infarto. Della "Cine Org", in qualità di operatore, faceva anche parte il giovane David Miscavige, che sarebbe poi diventato il leader incontrastato di Scientology alla morte del fondatore.

### Vite precedenti e l'Auditing
Hubbard convinse i suoi adepti che sarebbe stato in grado di dare loro accesso alle vite precedenti, spiegando che i traumi delle esperienze passate portavano agli insuccessi attuali e dovevano perciò essere cancellati con l'auditing, un processo di assistenza venduto a caro prezzo dalla sua chiesa, la quale sosteneva finanziariamente sia lui che la sua famiglia. L'auditing è un processo molto costoso, che porta a momentanei e poco duraturi momenti di esaltazione, inducendo le persone a continuare. Questo meccanismo induce molti a spendere somme enormi e a introdurre altri nell'organizzazione.
Le persone che compongono lo "staff" hanno ritmi lavorativi di 10-12 ore giornalieri con una mezza giornata di libertà una volta la settimana (ma non sempre); vengono pagati pochissimo in base a un complesso meccanismo di "statistiche" e possono accedere gratuitamente o a prezzo ridotto ai costosi corsi e servizi dell'organizzazione. Gli staff della Sea Organization firmano contratti della durata di un miliardo di anni e hanno anche diritto a vitto e alloggio. Hubbard sosteneva che un "Clear" (cioè una persona libera dal coinvolgimento con gli stati mentali), come lui stesso era, non si sarebbe mai ammalato. I suoi più stretti collaboratori e medici hanno però testimoniato che si faceva curare con grande discrezione per non lasciare tracce, e che attribuiva i sintomi della malattia ad attacchi di forze del male. Non risultano prove che lo "Stato di Clear" come descritto nella letteratura dianetica e scientologica esista davvero. Testimonianze parlano piuttosto di uno stato euforico della durata di qualche settimana o mese.
Il motivo più alto e dominante che ritorna come un leit motiv in Scientology sarà che l’essere umano è un essere spirituale (Thetan) e dunque egli ha una vocazione superiore per cui non può accontentarsi di mezze misure: lo spirito dell’uomo è immortale e ha un destino eterno.

### Le inchieste e le condanne
Dalla metà degli anni sessanta Scientology fu oggetto di inchieste ufficiali nel mondo anglosassone: nel Regno Unito, Nuova Zelanda, Sudafrica, nello Stato di Victoria in Australia e nella provincia dell'Ontario in Canada. Negli anni settanta scoppiò il caso Meisner/Snow White, e l'8 luglio 1977 134 agenti armati di mandati di perquisizione avevano fatto irruzione simultaneamente negli uffici della Chiesa di Scientology di Washington e Los Angeles, sequestrando 48.149 documenti.
Le carte avrebbero rivelato uno sbalorditivo sistema di spionaggio esteso in tutti gli Stati Uniti, che si era introdotto in alcuni degli uffici più importanti del paese. La reazione di Hubbard alle irruzioni fu quella che ci si sarebbe aspettati: diede immediatamente per scontato che il Guardian's Office fosse stato infiltrato dai "soppressivi". Si rese anche conto che i documenti sequestrati dall'FBI avrebbero inevitabilmente implicato Mary Sue nell'Operazione Snow White, ed era assolutamente consapevole della necessità di prendere le distanze dalla moglie. Fuggì da La Quinta e trascorse il resto del 1977 nascosto a Sparks, nel Nevada. Fece ritorno al ranch soltanto all'inizio del 1978.
Il 14 febbraio 1978 L. Ron Hubbard fu processato e condannato in contumacia a quattro anni di prigione e al pagamento di una multa di 35 000 franchi francesi (circa 7 000 dollari) da un tribunale francese di Parigi che lo riconobbe colpevole del reato di truffa.
A carico di Hubbard venne anche spiccato un mandato di arresto.
Il 15 agosto 1978 un gran giurì federale di Washington rinviò a giudizio nove scientologi per ventotto capi di imputazione: associazione per delinquere al fine di contraffare e rubare documenti del governo, introdursi illecitamente in uffici governativi, intercettare comunicazioni del governo; per avere dato asilo a un latitante, rilasciato dichiarazioni false davanti a un gran giurì e complottato per ostruire la giustizia. Mary Sue Hubbard figurava in cima alla lista degli imputati. Alla fine del 1978 un fuoriuscito della "Cine org" di La Quinta si rivolse all'FBI e ancora una volta Hubbard si dette alla fuga. Stavolta si rifugiò con i soliti fedelissimi a Hemet, in California, non molto distante dalla proprietà di Gilman Hot Springs da poco acquistata e che poi sarebbe diventata nota come "Gold", residenza dell'attuale leader di Scientology, David Miscavige.
Nell'ottobre del 1979 la moglie Mary Sue e i dirigenti del Guardian's Office implicati nell'affare Snow White vennero condannati, molti dei documenti interni di Scientology sequestrati due anni prima furono consegnati alla stampa, i due fedeli accompagnatori che si erano presi cura di Hubbard per anni, Kima e Mike Douglas, lasciarono sia il loro mentore che il movimento. Uno dei procedimenti giudiziari più importanti al fine di fare conoscere al grande pubblico la vera biografia di Hubbard fu quello che ai primi anni Ottanta vide coinvolto Gerald Armstrong. Armstrong era uno scientologo dedicato che, nel 1979 nel corso dei lavori di ristrutturazione della proprietà Scientology di Gilman Hot Springs (ora conosciuta come "Gold"), aveva rinvenuto cartoni pieni di documenti originali che certificavano la vita e il passato di Hubbard, oltre che i suoi diari giovanili e centinaia di lettere. Felice della scoperta propose la stesura di una biografia a tutto tondo del fondatore, e lo stesso accettò entusiasta. Il compito venne assegnato allo scrittore Omar Garrison, che già aveva compilato due libri favorevoli a Scientology, e ad Armstrong venne assegnato il compito di fargli da assistente.
Alla fine del 1981 il ragazzo aveva già raccolto oltre mezzo milione di pagine di materiale. Però quel materiale tracciava un ritratto del fondatore ben diverso da quello propagandato dallo stesso e dalla sua organizzazione. Armstrong richiese alla dirigenza del movimento di correggere le biografie esistenti convinto che le bugie prima o poi sarebbero emerse, a tutto danno di Hubbard e dell'organizzazione. Non solo la sua richiesta venne rifiutata, ma il ragazzo e la moglie furono fatti oggetto di molestie e, alla fine, dichiarati "persone soppressive", cioè "nemici" di Scientology. Consapevole di ciò che tale etichetta avrebbe potuto comportare Armstrong con il permesso di Garrison fotocopiò oltre mille pagine di materiale e lo consegnò a un avvocato. Il 2 agosto 1982 la Church of Scientology of California presentò denuncia contro Gerald Armstrong per furto, violazione del dovere e rottura di promessa. Mary Sue Hubbard si unì alla denuncia in qualità di "parte in causa", aggiungendo l'accusa di "violazione di privacy".
Il processo si concluse nel 1984. Il giudice Breckenridge, nell'assolvere Armstrong dalle accuse e condannare la controparte a pagare le spese, nella sua sentenza scrisse: "Oltre ad avere violato e abusato dei diritti civili dei propri membri, nel corso degli anni l'organizzazione, con la sua dottrina del "Bersaglio Libero" [Fair Game], ha molestato e offeso chi, fuori dalla chiesa, percepiva come nemico. L'organizzazione è chiaramente schizofrenica e paranoica, e questa bizzarra combinazione sembra essere un riflesso del suo fondatore LRH. Le prove ritraggono un uomo che, per quanto riguarda la sua storia, il suo passato e le sue imprese, è stato letteralmente un bugiardo patologico. Gli scritti e i documenti portati come prova ritraggono inoltre il suo egoismo, avidità, avarizia, smania di potere, e vendicatività e aggressività contro chi riteneva gli fosse sleale o ostile." A fine processo molti di quei documenti vennero resi noti, nonostante la chiesa di Scientology avesse fatto di tutto per impedirlo. E su quei documenti e su altri raccolti nel corso degli anni anche in base al Freedom of Information Act degli Stati Uniti, furono poi scritte diverse biografie non autorizzate di L. Ron Hubbard, alcune delle quali segnalate a fondo pagina.

### Introvabile

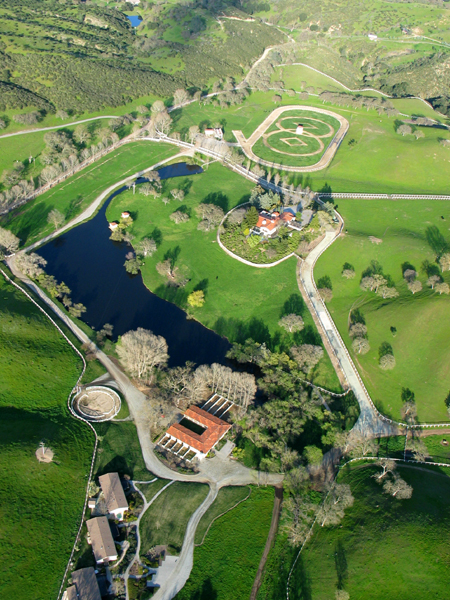
Whispering Winds, il ranch situato nella Contea di San Luis Obispo, California, dove Hubbard trascorse i suoi ultimi anni di vita

Alla fine di febbraio del 1980, qualche giorno prima del suo sessantanovesimo compleanno, Hubbard scomparve con Patrick e Anne Broeker. Nessuno lo vide più. Per quasi sei anni nessuno seppe dove si fosse nascosto, o se fosse vivo o morto. Giornalisti televisivi e della carta stampata, investigatori federali e magistrati gli davano la caccia in lungo e in largo: nessuno fu in grado di scoprire un solo indizio sul luogo in cui si fosse rifugiato. Mary Sue, moglie fedele e affettuosa per oltre venticinque anni, non sapeva dove fosse il marito, come non lo sapevano i suoi figli. Il Commodoro era di fatto svanito nel nulla.
Nel 1983 Ron Hubbard Junior (che nel frattempo si era cambiato nome in Ronald DeWolf), figlio di primo letto del fondatore di Scientology, presentò istanza per chiedere la custodia del patrimonio del padre, sostenendo che Hubbard era morto o mentalmente inabile. Disse che il padre «aveva vissuto una vita caratterizzata da grave malattia mentale… regolari fallimenti… e uso di mezzi falsi e fraudolenti, spesso criminali, per occultare quei fallimenti e guadagnarsi ricchezza, successo e potere al fine di distruggere chi percepiva come "nemico"». Mary Sue Hubbard fece presentare dai suoi legali una contro-istanza in cui dichiarava che Ron Junior «stava semplicemente cercando di mettere le mani sui soldi di suo padre».
Poco dopo la Chiesa presentò una dichiarazione firmata dal Commodoro, con tanto di impronte digitali su ogni pagina, autenticata da esperti indipendenti. Hubbard diceva che le accuse del figlio erano malevole, false e in malafede. «Per quanto riguarda Ronald DeWolf» scrisse,
Solo dopo la sua morte si venne a sapere che in quegli anni Hubbard era rimasto nascosto con i due coniugi Broeker in un lussuoso ranch di 65 ettari a Creston chiamato Whispering Winds, nei pressi di San Luis Obispo, in California.

### Gli ultimi romanzi
Durante gli anni ottanta, nonostante l'isolamento, Hubbard tornò a scrivere dando alle stampe il romanzo Battaglia per la Terra, la sua prima opera dichiaratamente fantascientifica dopo i racconti sui pulp magazine degli anni quaranta, e Missione Terra, una satira fantascientifica degli eventi e cultura del ventesimo secolo pubblicata in 10 volumi. Scrisse inoltre una sceneggiatura per un film di fantascienza, Revolt in the Stars, che però non fu girato. Le ultime opere fantascientifiche di Hubbard riscossero un notevole successo ma con giudizi contrastanti. Si sospetta che le statistiche di vendita venissero artificialmente gonfiate da appartenenti a Scientology, comprando molte copie nelle librerie utilizzate per le classifiche, in maniera da fare risultare best seller i libri di Hubbard. Dal romanzo venne tratto nel 2000 l'omonimo film con John Travolta, che malgrado il cast si rivelò un fallimento commerciale e fu criticato come uno dei "peggiori film mai realizzati".

### La morte

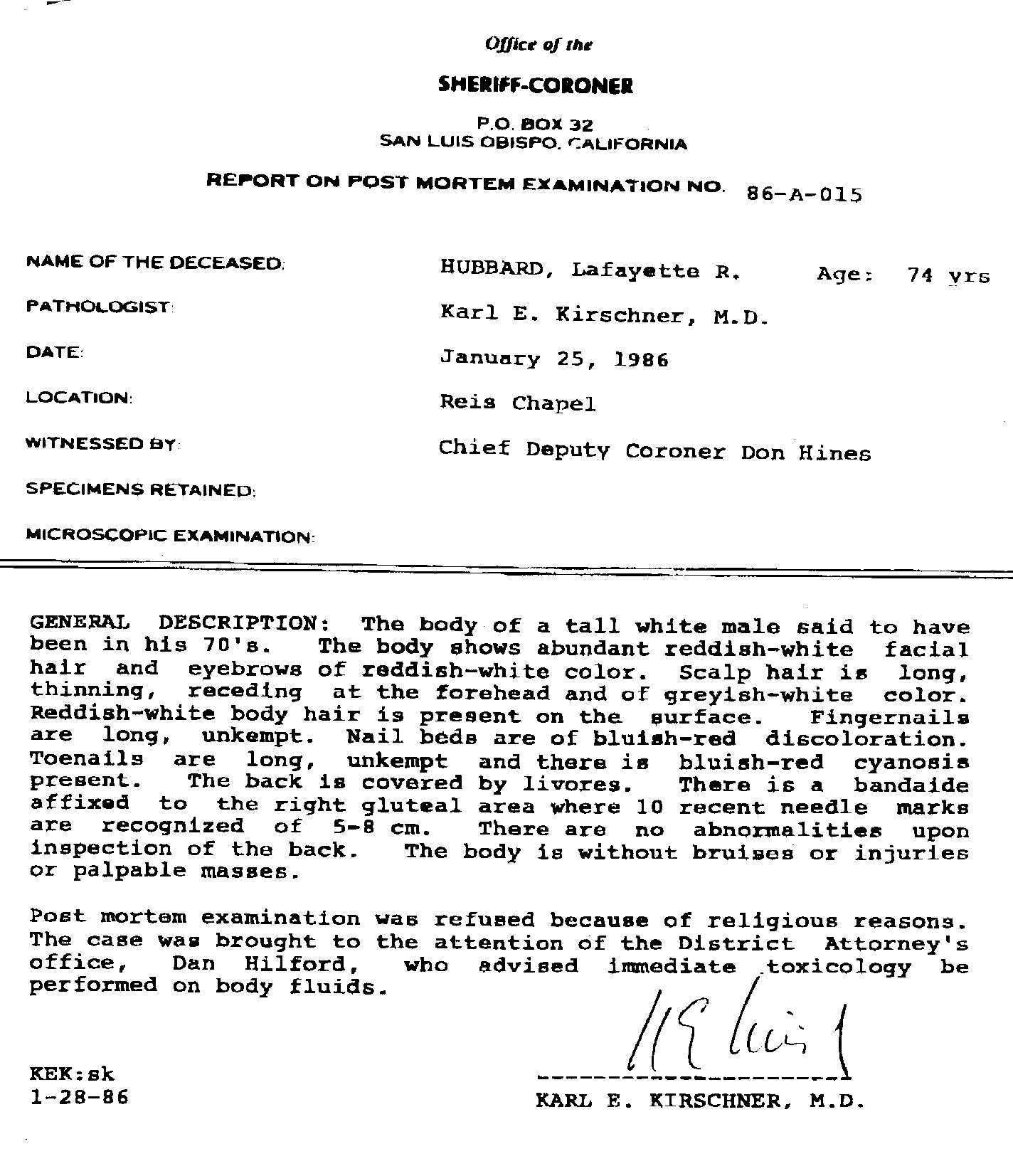
Parte del certificato di morte di L. Ron Hubbard, compilato dal patologo Karl E. Kirschner

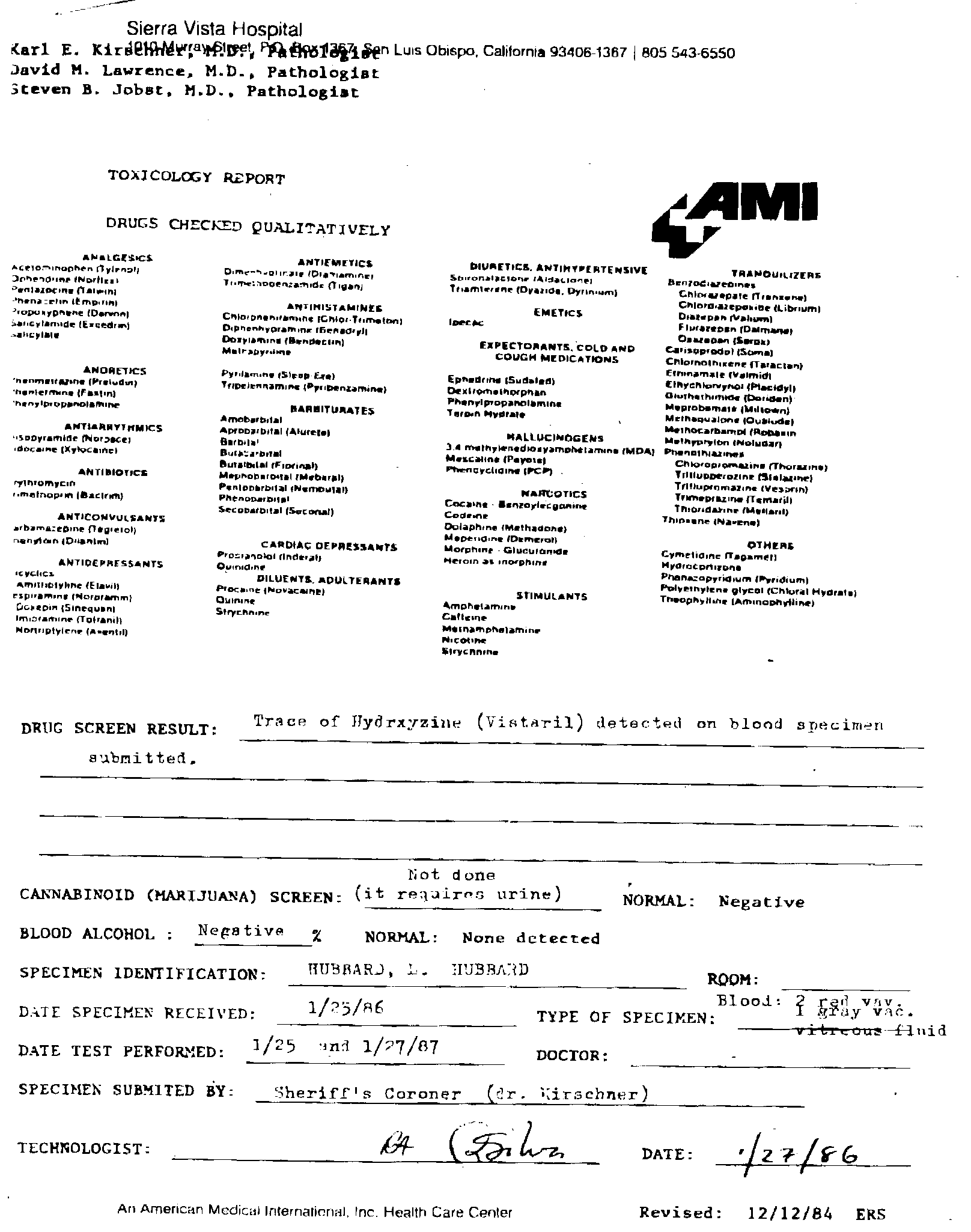
Rapporto tossicologico di L. Ron Hubbard

Il 19 gennaio 1986 gli scientologi di tutto il mondo ricevettero l'ultimo messaggio di L. Ron Hubbard. Nel Flag Order numero 3879, intitolato "La Sea Org e il Futuro", il Commodoro annunciava di essersi autopromosso al rango di Ammiraglio. Hubbard, che da tempo soffriva di pancreatite cronica, morì il 24 gennaio 1986 nel suo ranch, dopo essersi ritirato a vita privata e non essersi più mostrato in pubblico dal 1980. Aveva avuto un colpo apoplettico sette giorni prima. Morì in una motorhome Blue Bird del 1982 a circa 8 km a est di Creston, nel remotissimo Emmanuel Camp. Le unghie delle mani e dei piedi erano lunghe e trascurate. I capelli erano lunghi, sottili e molto diradati sulla fronte.
Diversi elementi della sua morte sono oggetto di controversia: una veloce cremazione senza autopsia, la distruzione delle foto scattate dal medico che certificò la morte, la presenza di medicinali psicotropi (Vistaril a base di Idroxizina) nel suo sangue, il fatto che non si abbia la certezza che al momento del trapasso fosse presente il dott. Eugene Denk (suo medico personale) e la modifica del testamento il giorno prima del decesso. La chiesa di Scientology annunciò la morte del suo fondatore proclamando che Hubbard aveva deliberatamente "lasciato il suo corpo" per svolgere "ricerche spirituali a più alto livello", liberato dai limiti mortali.
C'è chi crede che la morte di Hubbard fosse avvenuta diversi anni prima, e che i messaggeri l'avessero occultata mentre consolidavano il loro potere nella chiesa. C'è chi crede che Hubbard entrerà presto in un corpo nuovo, o che l'abbia già fatto, e che stia aspettando di riprendere la sua posizione a capo di Scientology. C'è chi crede che, nonostante tutti i suoi difetti, Hubbard abbia dato un contributo significativo all'umanità. E c'è chi ora crede di essere stato vittima inconsapevole di uno dei più grandi e multiformi imbroglioni del ventesimo secolo.

### La successione
A seguito della morte di Hubbard David Miscavige, uno dei suoi assistenti personali, assunse la direzione della Chiesa di Scientology con la posizione di presidente del consiglio di amministrazione del Religious Technology Center, una organizzazione senza scopo di lucro istituita nel 1982 per garantire l'integrità dei materiali di Scientology e tutelarne i diritti d'autore.
In questi anni sono stati pubblicati ulteriori trascrizioni di discorsi di Hubbard; il progetto dell'editore prevede che la serie completa comprenda centodieci grandi volumi. L'editore di Hubbard (la casa editrice New Era il cui staff è composto unicamente di membri della "Sea Organization") continua inoltre a pubblicare nuovi libri, anche se si tratta di antologie di racconti brevi già pubblicati o idee di storie elaborate da Hubbard e portate a compimento da altri scrittori come Kevin J. Anderson.

## Influenza culturale
Il film The Master è ispirato, anche se non ufficialmente, alla storia di Scientology e di Ron Hubbard.

## Opere (elenco parziale)

### Romanzi e racconti
- Tah, febbraio 1932.
- Grounded, aprile 1932.
- The God Smiles, maggio 1932.
- Submarine, novembre 1932.
- The Green God, febbraio 1934.
- Calling Squad Cars!, aprile 1934.
- Pearl Pirate, maggio 1934.
- Sea Fangs, giugno 1934.
- Dead Men Kill, luglio 1934.
- Twenty Fathoms Down, settembre 1934.
- Mouthpiece, settembre 1934.
- Maybe Because—!, settembre 1934.
- Yellow Loot, ottobre 1934.
- Hurtling Wings, novembre 1934.
- The Carnival of Death, novembre 1934.
- “Tooby”, novembre 1934.
- The Phantom Patrol, gennaio 1935.
- The Trail of the Red Diamonds, gennaio 1935.
- The Red Dragon, febbraio 1935.
- Flame City, febbraio 1935.
- Destiny's Drum, marzo 1935.
- Brass Keys to Murder, aprile 1935.
- False Cargo, maggio 1935.
- The Squad That Never Came Back, maggio 1935.
- The Drowned City, maggio 1935.
- The Cossack, maggio-giugno 1935.
- Man-Killers of the Air, giugno 1935.
- Hostage to Death, luglio 1935.
- Hell's Legionnaire, luglio 1935.
- Plans for the Boy, luglio 1935.
- The Contraband Crate, agosto 1935.
- Under the Black Ensign, agosto 1935.
- Yukon Madness, agosto 1935.
- Buckskin Brigades, agosto 1937.
- The Ultimate Adventure, aprile 1939.
- Slaves of Sleep, luglio 1939.

Schiavi del sonno, Milano, Armenia, 1978.
- Death's Deputy, febbraio 1940.

L'uomo che non poteva morire, Milano, A. Mondadori, 1954 (Urania n. 37).
- The Indigestible Triton, aprile 1940.

Il segno del tritone, Milano, Edizioni TV, 1980.
- Final Blackout, aprile-giugno 1940.

Il tenente, Milano, A. Mondadori, 1976 (Urania n. 701).
- Fear, luglio 1940.

Le quattro ore di Satana, Milano, A. Mondadori, 1955 (Urania n. 89); 1978.
- The Idealist, luglio 1940.

I ribelli dell'universo, Bologna, Libra, 1980.
- Typewriter in the Sky, novembre-dicembre 1940.

La trama fra le nubi, Milano, A. Mondadori, 1955 (Urania n. 105); Bologna, Libra, 1980.
- Ole Doc Methuselah, ottobre 1947.

Il soldato della luce, Milano, Solaris, 1979.
- To the Stars (o Return to Tomorrow), febbraio-marzo 1950.

Ritorno al domani, Milano, A. Mondadori, 1957 (Urania n. 147); 1965 (Urania n. 394); 1974; Bologna, Libra, 1981; Milano, Nord, 1995. ISBN 88-429-0825-8; Vimodrone, New Era, 2004. ISBN 88-85917-82-8; Milano, A. Mondadori, 2007 (Urania collezione n. 59).
- The Kingslayer, inverno 1950.
- The Masters of Sleep, ottobre 1950.
- Battlefield Earth, maggio 1982.

Battaglia per la Terra, Milano, Rizzoli, 1986. ISBN 88-17-67440-0.
Anno 3000. Battaglia per la terra, parte seconda, Milano, Rizzoli, 1987. ISBN 88-17-67441-9; Battaglia per la Terra. Una saga dell'anno 3000, 3 voll., Milano, New Era, 1999-2000. ISBN 88-85917-66-6, ISBN 88-85917-67-4, ISBN 88-85917-56-9.

#### Serie di 10 volumi di Missione Terra (Mission Earth)
- The Invaders Plan, ottobre 1985.

Gli invasori tramano, Milano, New era publications, 1988. ISBN 88-85917-07-0.
- Black Genesis, marzo 1986.

Genesi nera, Milano, New era publications, 1988. ISBN 88-85917-04-6.
- The Enemy Within, aprile 1986.

Il nemico è fra noi, Milano, New era publications, 1989. ISBN 88-85917-03-8.
- An Alien Affair, luglio 1986.

Passione aliena, Milano, New era publications, 1994. ISBN 88-85917-23-2.
- Fortune of Fear, ottobre 1986.

Ricchezza e terrore, Milano, New era publications, 1994. ISBN 88-85917-29-1.
- Death Quest, gennaio 1987.

Caccia mortale, Milano, New era publications, 1994. ISBN 88-85917-31-3.
- Voyage of Vengeance, maggio 1987.

Viaggio di vendetta, Milano, New era publications, 1994. ISBN 88-85917-32-1.
- Disaster, luglio 1987.

Disastro, Milano, New era publications, 1996. ISBN 88-85917-35-6.
- Villainy Victorious, settembre 1987.

L'infamia trionfa, Milano, New era publications, 1998. ISBN 88-85917-53-4.
- The Doomed Planet, novembre 1987.

Il pianeta condannato, Milano, New era publications, 1998. ISBN 88-85917-57-7.

### Dianetics e Scientology
- Dianetica, Roma, Casini, 1951.

Tutti i titoli sono pubblicati in Italia dalla casa editrice "New Era Publications Italia"
- Dianetics. La forza del pensiero sul corpo (ISBN 88-85917-90-9)
- Dianetics. Una guida visiva della mente (ISBN 88-85917-80-1)
- Dianetics. Evoluzione di una scienza (ISBN 88-85917-75-5)
- Che cos'è Scientology? (ISBN 88-85917-65-8)
- Scientology: i fondamenti del pensiero (ISBN 88-85917-64-X)
- Self analisi (ISBN 88-85917-71-2)
- Hai vissuto prima questa vita? (ISBN 88-85917-72-0)
- Mente sana in corpo sano. Il programma di purificazione efficace (ISBN 978-87-402-0276-2)
- Scienza della sopravvivenza (ISBN 978-87-7687-152-9)
- Dianetics 55! Il manuale completo sulla comunicazione umana (ISBN 87-7687-085-5)
- Una soluzione alla droga (ISBN 88-85917-91-7)
- Le cause della soppressione (ISBN 88-85917-92-5)

## Onorificenze
Durante la sua carriera militare ha ricevuto le seguenti medaglie:
- American Defense Service Medal[49]
- American Campaign Medal[49]
- Asiatic-Pacific Campaign Medal[49]
- World War II Victory Medal[49]

## Omaggi
- A Deauville (Francia), nel 1990 la Fédération nationale de la culture française gli ha conferito la "Cravate d'or". Ha ritirato l'omaggio letterario l'attore Xavier Deluc.[50]
- A Usini (Sardegna), nel 1991 il sindaco Giuseppe Achenza gli ha conferito una pergamena d'argento "per il costante e altruistico impegno sociale espresso dalle sue opere".[51][52][53][54]
- A Mosca (Russia) nel 1992 la facoltà di giornalismo e letteratura straniera dell'università di stato di Mosca ha istituito un giorno dedicato a L. Ron Hubbard (13 marzo), gli ha dedicato una sala di lettura dell'università e conferito una laurea ad honorem in letteratura "per gli insigni risultati in letteratura e filosofia e per le sue esimie attività umanitarie".[55][56][57]
- A Los Angeles (California) nel 1996 gli è stata dedicata una via in prossimità di alcune sedi della Chiesa di Scientology.[58]
- Nel 2013, a Resia nel parco delle prealpi Giulie (Friuli-Venezia Giulia), i due scalatori Pietro e Giovanni Placentino, del gruppo denominato Club degli Amici di Ron, hanno aperto una nuova via alpinista (difficoltà 7a) a lui intitolata.[59][60]